# ایست برگولت
ایست برگولت (به انگلیسی: East Bergholt) یک روستا و محله مدنی در بریتانیا است که در Babergh واقع شده‌است. ایست برگولت ۲٬۷۶۵ نفر جمعیت دارد.